# Les Bois
Les Bois (hist. Rudisholz) − miejscowość i gmina w północno-zachodniej Szwajcarii, w kantonie Jura, w okręgu Franches-Montagnes. 

## Demografia
W Les Bois mieszka 1 246 osób. W 2020 roku 7,1% populacji gminy stanowiły osoby urodzone poza Szwajcarią. 

## Transport
Przez teren gminy przebiega droga główna nr 18. 